# 祖拉布·日瓦尼亚
祖拉布·日瓦尼亚（1963年12月9日—2005年2月3日）是格鲁吉亚前总理。

## 生平
1985年毕业于第比利斯国立大学生物系。2003年11月任格鲁吉亚国务部长。2004年2月被总统萨卡什维利提名为总理。
2005年2月3日凌晨4点左右，日瓦尼亚被发现死在夫克维莫－卡尔特里大区副州长乌苏波夫位于第比利斯的公寓中，乌苏波夫也一同死去。初步调查显示，他们二人死于一氧化碳中毒，但格鲁吉亚国内也有人称他们的死有政治原因，因为在日瓦尼亚死后不久，格鲁吉亚总理办公室的一名职员自杀身亡，这更引起人们的猜疑。
日瓦尼亚的葬礼6日在第比利斯举行，他的遗体被送往专为著名社会活动家和作家而设的季杜别名人公墓下葬。
日瓦尼亚被认为是“亲西方”的政治家，主张格鲁吉亚加入欧盟。他坚定地维护格鲁吉亚主权和领土完整，主张通过谈判和对话解决格境内阿布哈兹自治共和国和南奥塞梯自治州要求独立的问题。